# Boltozat

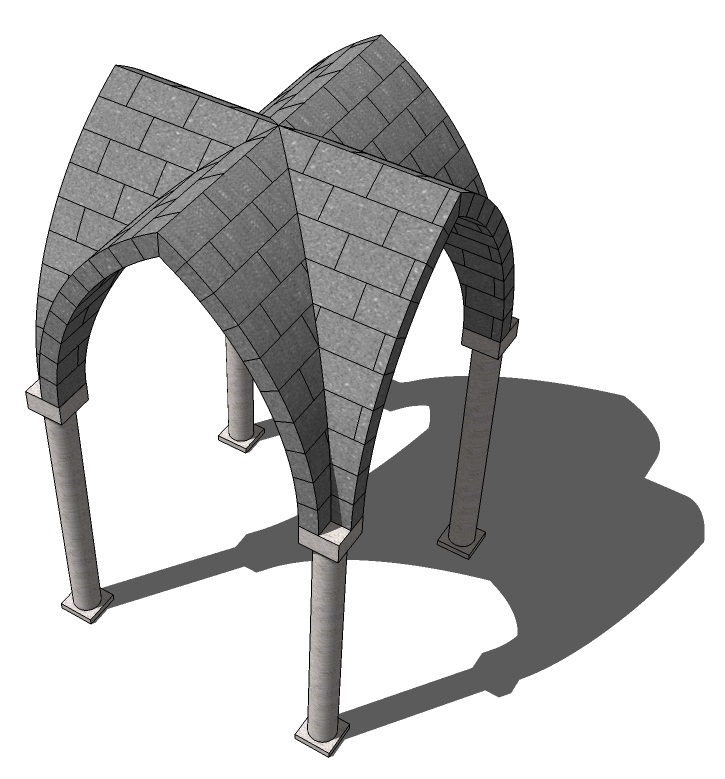
Bordás boltozat sematikus ábrázolása

A boltozat az építészetben íves felületű, a teret függőleges irányban határoló, kőből, téglából stb. falazott tartószerkezeti alegység. Alakja lehet egyszerű vagy összetett, kialakítása sima vagy bordás; lehet zárt, félig nyílt vagy nyitott rendszerű.
Olyan, egy vagy két irányban görbült szerkezet, amelyben csak nyomóerők ébrednek – a támaszoknál azonban a függőleges mellett vízszintes erőkkel is számolni kell. A boltozatokat az egyre nagyobb fesztávok áthidalására fejlesztették, és közben folyamatosan finomították a támaszok vízszintes erőfelvételét.

## Története
Az álboltozatok az ókori Kisázsiában, Mezopotámiában és Egyiptomban jelentek meg. A tiszta boltozatot a rómaiak alkalmazták először térelhatárolásra: ők ismerték fel, hogy a gerendánál nagyobb terek, fesztávok hidalhatók át vele. Fejlődésük csúcspontját a román stílusban, majd a gótikában és a reneszánszban érték el. A XIX. század közepe óta szerepük az új térlefedő anyagok – az acél, a fa, majd a beton – térfoglalása miatt csökken. Napjainkban közlekedési létesítményekben (főleg metróalagutakban) és a nagy fesztávolságú héjboltozatokban alkalmazzák őket. A tüzeléstechnikában magas (néha 1500 Celsius feletti) hőmérsékleten üzemelő tartószerkezeteknél nincs alternatívájuk.

## Fajtái

### Görbülete szerint
Egy irányban görbült szerkezet a dongaboltozat. Ennek egy változata a poroszsüveg födém.
A két irányban görbült boltozatok formái a kolostor-, a teknő- és a tükörboltozat.
- A kolostorboltozat általában négyzetes alaprajzra, két donga derékszögű kombinációjaként szerkesztett térlefedés. Lényegében ebből származtatható a teknő- és tükörboltozat.
- A keresztboltozat két (vagy több) donga áthatásából keletkezik.

### A vezérgörbék száma szerint
- Az egyszerű boltozat felületét egy vezérgörbe határozza meg. Lehet hengerfelületű transzlációs boltozat vagy gömbfelületű rotációs boltozat.

- Az összetett boltozat felületét több vezérgörbe határozza meg.

### Alakja szerint

#### Hengerfelületből származtatott (transzlációs)
- dongaboltozat;
- kolostorboltozat;
- teknőboltozat;
- római keresztboltozat;
- román keresztboltozat;
- csillagboltozat;
- hálóboltozat;
- tükörboltozat;
- cellás boltozatok.

#### Gömb-, illetve forgásfelületből származtatott (rotációs)
- kupola (félgömbkupola, ellipszoidkupola);
- csehboltozat (függőkupola);
- csehsüvegboltozat;
- csegelyes kupola;
- tamburos kupola;
- legyezőboltozat.

### Belső felosztása szerint
- A bordás boltozat felületét az éleken kiálló bordák tagolják, illetve merevítik. Legegyszerűbb formája az álkeresztboltozatból kifejlődő bordás keresztboltozat; ez a XI. század végén tűnt fel. A XIII. századtól egyre bonyolultabb rajzú boltozatokat alakítottak ki (csillagboltozat, hálóboltozat, legyezőboltozat). A közép-európai késő gótikus építészetben a XV. század végén és különösen a XVI. században alkalmazott hálóboltozat vagy csillagboltozat típus a sejtboltozat, aminek többnyire borda nélküli, élekkel határolt boltmezőit a kolostorboltozatokhoz hasonlóan homorúra képezték ki. Ezeket a fajtákat a késő gótika végéig alkalmazták; ekkor hagytak fel a kő- és idomtéglabordák beépítésével. A boltozatok felületét időnként később is tagolták vakolt bordákkal. A bordás boltozatokban a terhelést a bordák tartják, tehát először ezek boltíveit építik meg, majd kifalazzák közeikben a boltmezőket, illetve süvegeket.

A román kori építészetben elterjedt, lapos négyszög keresztmetszetű borda a lombard borda (négyszöges borda). Ezt alárendelt helyiségek lefedésére a korai gótikában is alkalmazták.
- A sima boltozatokban a boltozat minden pontja részt vesz a teher hordásában és átvitelében.

### A tartófelületek száma szerint

#### Zárt boltozat
A boltozat a teljes vállvonal mentén alátámasztást igényel. Ilyen:
- a kolostorboltozat,
- a teknőboltozat,
- a tükörboltozat és
- a kupolaboltozat.

#### Félig nyitott boltozat
A félig nyitott boltozatot két, egymással szemben álló fal tartja. Fajtái:
- dongaboltozat,
- csehsüvegboltozat.

#### Nyitott boltozat
A nyitott boltozatok a teljes boltozatnyomást a sarokpillérekre, illetve -oszlopokra helyezik át, úgy, hogy a falak szerepét a térhatárolásra korlátozzák; azok boltozatot nem hordoznak.
Nyitott boltozatok:
- csehboltozat,
- csehsüvegboltozat,
- keresztboltozat stb.

A nyitott boltozatokkal kevesebb anyagból magasabb tereket hozhatunk létre, mint a zártakkal, és a megvilágítás is javul.

## Elemei

### Átlósív
Különböző boltozati felületek összemetszéséből adódó, az alaprajzon a legtöbbször átlós helyzetű görbe vonal.

### Boltfelület (ívbéllet)
A boltozat alsó, belső, homorú felülete.

### Bolthát
A boltozat felső, külső domború felülete.

### Boltozati mező (boltmező)
A boltozatnak a falakkal és boltövekkel elhatárolt része.

### Boltozatél
A boltfelület és a boltozatvonal síkjának metszésvonala.

### Boltozathomlok
A boltozat tengelyére merőleges keresztmetszete.

### Boltozati kő (tégla)
A boltozat falazó eleme. Alul állnak a kezdő támasz- vagy vállkövek (téglák), a boltmező kövei (téglái); a legfelső, utolsónak elhelyezett, felül szélesedő kő (tégla)
a zárókő (zárótégla).
A boltsüvegek középpontjánál mélyebbre, részben a boltozat egyes pontjairól leágazó bordákról csüngő zárókő a függő zárókő. Rendszerint csillagboltozatokban találjuk; a késő gótika egyik jellegzetessége.

### Boltozatmagasság
A vállvonal és a vele párhuzamos csúcsérintő távolsága.

### Boltöv (heveder)
A boltszakaszokat elválasztó, haránt irányú heveder, amely megvastagítva követi a boltozat
ívét.

### Boltozatnyílás
A vállpontokat a boltozatvonal síkjában összekötő egyenes szakasz.

### Boltozatszár
A csúcsvonalra állított függőleges síktól jobbra, illetve balra eső két boltozatrész.

### Boltozattengely
A vállsíkban az ívgörbék középpontjait (pl. a kosárívekben) összekötő, hosszirányú egyenes.

### Boltozatvastagság
Az ívbéllet és a bolthát távolsága, a felfekvési hézag.

### Boltozatvonal (középvonal)
A boltozathomlokon az ívbéllettől és a boltháttól egyenlő távolságra lévő pontok mértani helye.

### Boltozatvonal síkja
A boltozattengelyre merőleges, a boltozatvonalat tartalmazó sík.

### Boltsüveg (süveg)
Geometriai értelemben a boltozati mező boltozati felülete, szerkezeti értelemben a boltozat teste (maga a héj).

### Boltszakasz (travée)
A boltozat egységnyi része, amit boltöv (heveder) határol.

### Boltváll (boltozatalap)
A támasz (falazat, oszlop, pillér) és a boltozat építészetileg gyakran hangsúlyos csatlakozó felülete.

### Ellenfal (támaszfal)
Támaszként szolgáló, a függőleges, illetve oldalnyomásokat átvevő kerítőfal.

### Fuga (hézag)
A falazat (boltozat) szomszédos falazókövei közötti, kötőanyaggal (többnyire habarccsal) kitöltött rés.

### Gerinc
A boltozati felület legmagasabb pontjait összekötő egyenes vagy görbe vonal.

### Homlokfal
Olyan zárófal, amely nem támasz.

### Homlokív
A boltozat, ill. boltsüveg felületek és a függőleges falfelületek metszésvonala.

### Süveg–boltnegyed
A dongaboltozat négyzet alaprajzú szakasza és két átlós sík metszésvonalaitól, a homlokfalak felé eső két boltfelület.

### Vaknegyed
Ha a négyszög alaprajz fölé emelt dongaboltozatot átlós síkokkal metsszük, homlokíves nyitott boltsüvegeket, a gyámfalak felé pedig tömör dongarészből álló vaknegyedeket kapunk.

### Vállpont
Az ívgörbe kezdőpontja a boltozat támaszkodó keresztmetszetében.

### Vállsík
A vállpontokat tartalmazó, a boltozatvonal síkjára merőleges sík.

### Vállvonal
A válltengelyre merőleges, a két átellenes vállponton áthaladó egyenes.

### Vezérgörbe (directrix)
A boltozat ívét meghatározó szabályos síkgörbe. Ez az a görbe vonal, amit mozgatva a boltozat felülete előállítható. Ez a mozgatás a dongaboltozatnál lehet egyenes, ferde vagy íves haladó. A gömb-, ill. egyéb forgásfelületű boltozatok felületeinek előállításához a vezérgörbét függőleges vagy vízszintes tengely körül forgathatjuk.
Fő típusai:
- félkör;
- körszelet, szegmensív;
- fekvő nagytengelyű ellipszis;
- hárompontos kosárív;
- parabola.

### Vonóvas (vonórúd)
Vízszintes irányú, boltozatok és árkádok alatt a húzóerő fékezésére, az épület szilárdítására alkalmazott vasrúd.

### Záradékpont (csúcspont)
A boltozatél legmagasabb pontja.

### Záradékvonal
A záradékpontokat összekötő vonal.